# Casa de la Font de les Piques
La Casa de la Font de les Piques és una obra de Lleida inclosa a l'Inventari del Patrimoni Arquitectònic de Catalunya.

## Descripció
Edifici entre mitgeres amb planta baixa i dos pisos d'alçada. Façana a la plaça i al carrer La Palma, amb un ritme de forats estrictament funcional. A la mitgera hi ha la font de Les Piques.
És interessant estructuralment perquè les bigues descansen únicament sobre les parets exteriors, deixant la planta lliure d'elements sustentants.